# Enrico Pazzi

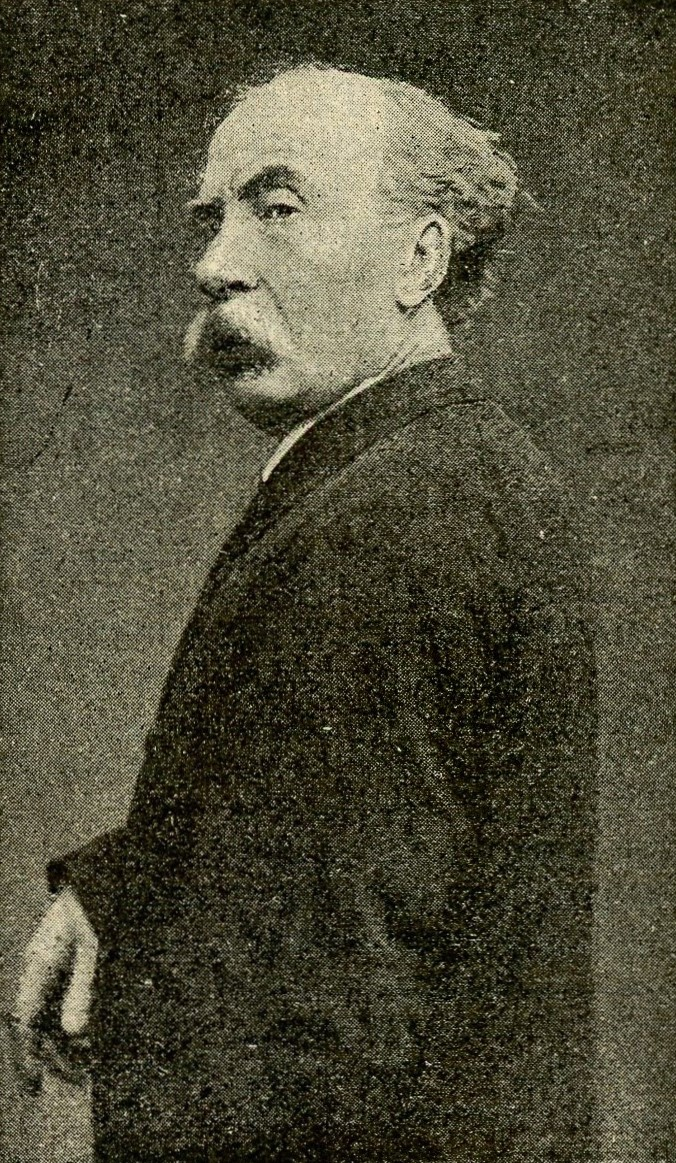
Enrico Pazzi

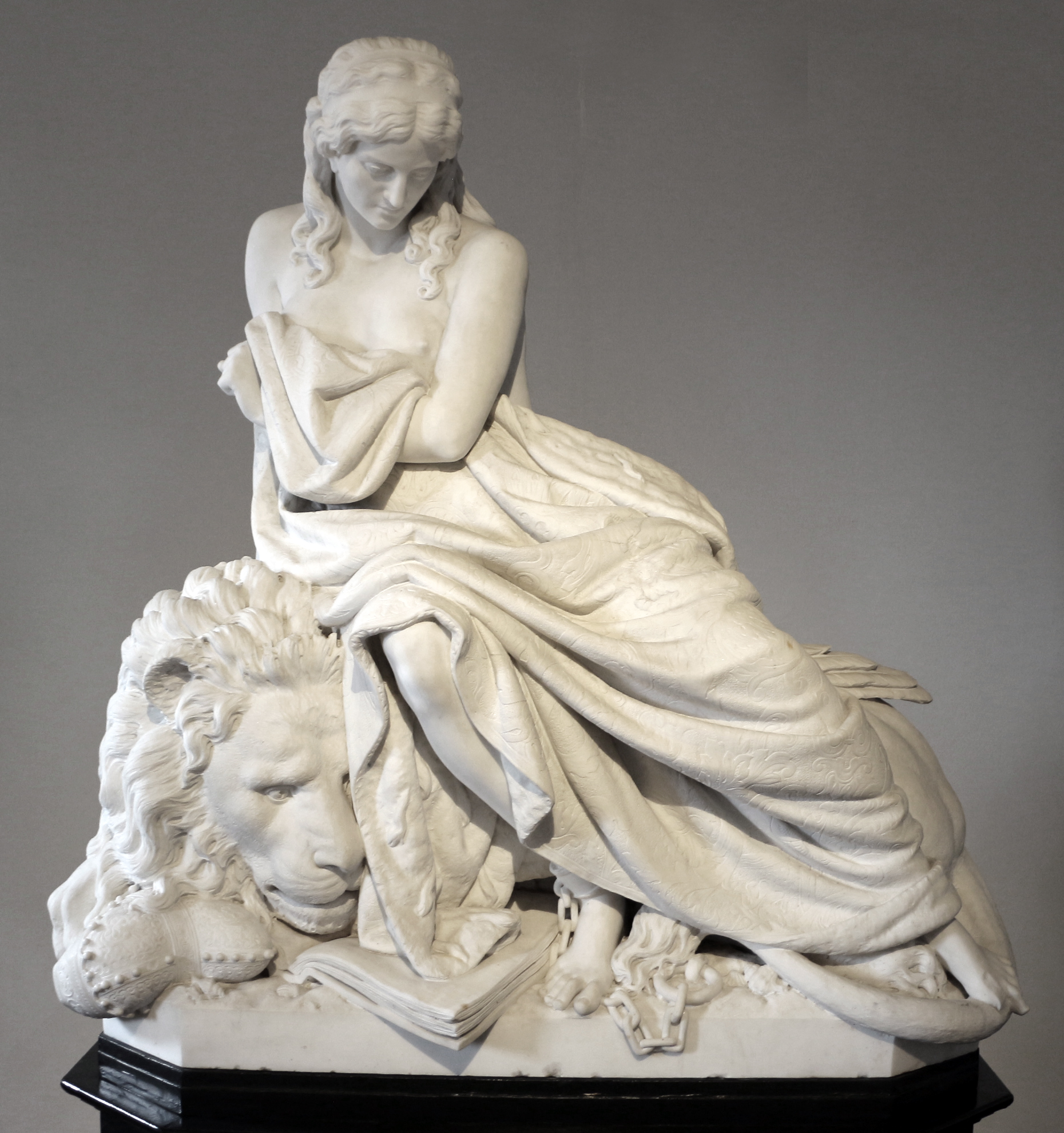
Enrico Pazzi, Venezia incatenata, 1884 (Museo Nazionale di Ravenna)

Enrico Pazzi (Ravenna, 20 giugno 1818 – Firenze, 27 marzo 1899) è stato uno scultore e museologo italiano.

## Biografia
Figlio di Pietro e di Giuseppa Baldani, Enrico Pazzi fece il suo apprendistato come semplice ragazzo di bottega presso il decoratore Giuseppe Ruffini, poi dall'ebanista Mariano Ghirotti. Nel 1833 fu iscritto all’Accademia di belle arti di Ravenna, diretta dallo scultore Ignazio Sarti, ma si dimostrò uno scolaro indocile e fu espulso. Nel 1843, per incarico del sindaco, Carlo Arrigoni, riprodusse ad acquarello una scelta di mosaici ravennati.
Nel 1845 vinse una borsa di studio, con l’opera Adamo ed Eva piangenti sul cadavere di Abele (poi perduta) e si recò a Firenze, per proseguire gli studi sotto la guida dello scultore Giovanni Dupré, che stimava, ma con il quale ebbe sempre un rapporto conflittuale, fino alla definitiva rottura, nel 1857, maturata a causa di un Presepe per una committente di Siena. A Firenze Pazzi aprì uno studio con il collega e amico Luigi Majoli.
Nel 1848, sempre con Luigi Majoli, si recò a Bologna e si mise a disposizione del patriota Livio Zambeccari. Rientrò nel 1849 a Ravenna, dove presentò il bassorilievo in gesso Galla Placidia cacciata dal fratello Onorio (oggi a Ravenna, al Liceo artistico Luigi Nervi) che gli valse altri tre anni di borsa di studio a Firenze. Nel 1852 ricevette da Stefano Rossi, delegato apostolico della città e della provincia di Ravenna, l’incarico di eseguire nel Duomo il cenotafio del dantista don Antonio Cesari.
Nel 1852, per la famiglia ravennate Corradini, modellò Mosè fanciullo calpesta la corona del faraone e fuse quest'opera in bronzo, per esibirla all’Esposizione internazionale di Melbourne, del 1854. Il modello in gesso fu da lui donato nel 1891 all’Accademia provinciale di belle arti di Ravenna. 
Nel 1855, mentre Pazzi modellava il busto in gesso di Vittorio Alfieri, nel suo studio arrivò Giosuè Carducci che più tardi gli dedicò un'ode in Juvenilia (1880).

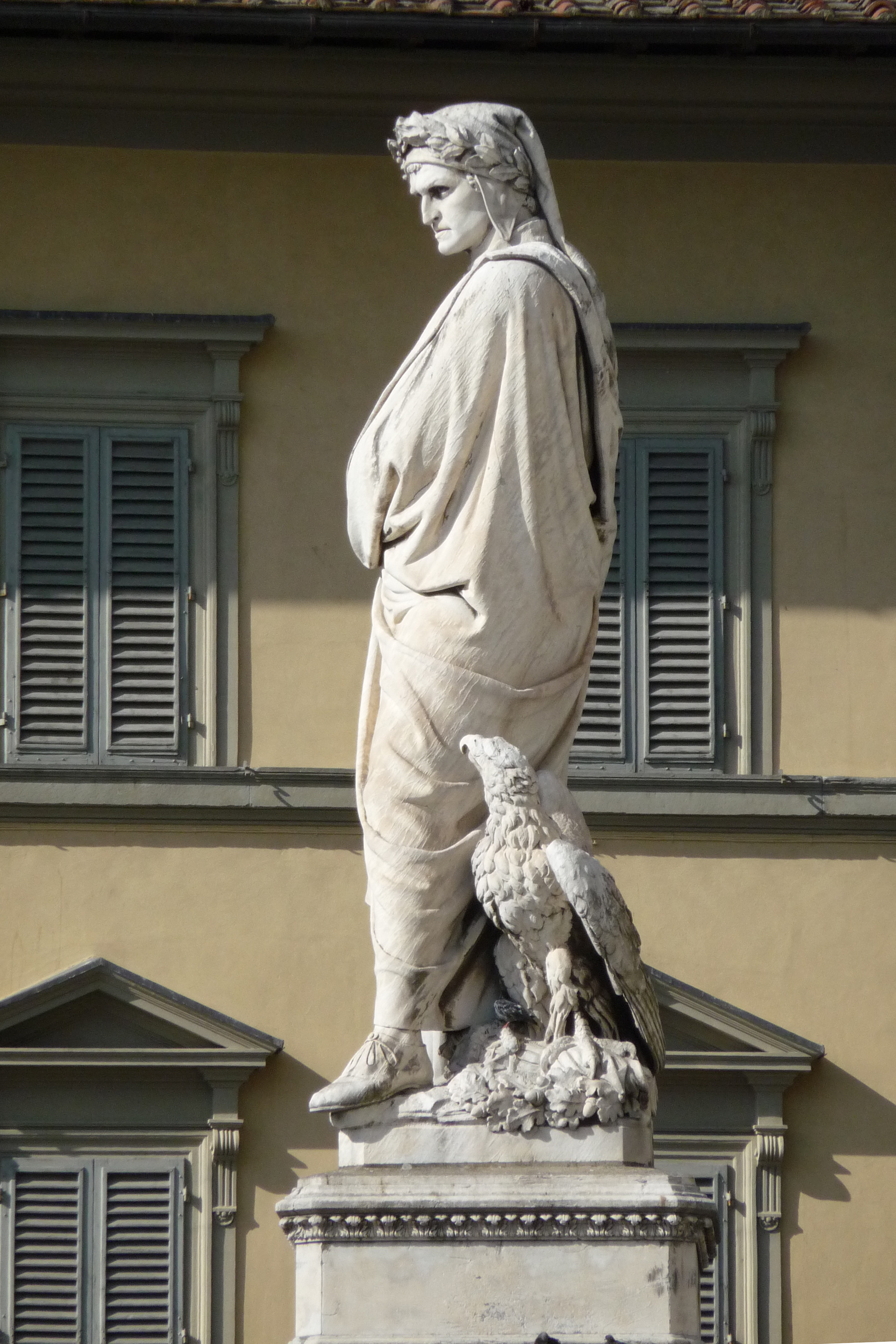
Enrico Pazzi, Monumento a Dante Alighieri, Firenze

Nel cantiere della basilica di Santa Croce, a Firenze, Pazzi scolpì alcune formelle con profeti, per il portale esterno di sinistra; realizzò il medaglione di Antonio Targioni Tozzetti e più tardi portò a termine il monumento di Girolamo Segato, che era rimasto incompiuto.
Massone, fu iniziato il 24 ottobre 1861 nella Loggia fiorentina Concordia e nominato membro onorario il 13 aprile 1891. Per il Comune di Russi eseguì il monumento a Luigi Carlo Farini. Realizzò anche il monumento di fronte alla stazione di Ravenna sempre per Luigi Carlo Farini distrutto il 4/9/1944 e ricostruito su modello originale dallo scultore Giannantonio Bucci e dall'architetto Sergio Bianchini (così si legge in un lapide posta sul relativo monumento).
Il colossale Monumento a Dante (1856-1865) in Piazza Santa Croce, a Firenze, eretto per celebrare il sesto centenario della nascita del poeta è la sua scultura più nota. Pazzi racconta nei suoi Ricordi d'arte che Leopoldo di Borbone-Due Sicilie, conte di Siracusa e fratello minore dell'allora re Francesco II di Borbone, visitò il suo studio, dove era il gesso di Dante e gli domandò perché ai piedi della statua ci fossero i leoni, e perché l'aquila non avesse due teste, come quella degli Asburgo. Pazzi rispose che il leone era il Marzocco fiorentino, caro alla famiglia de' Medici e che l'aquila era quella dell'antica Roma.
Nel 1867 Pazzi acquistò la Rotonda del Brunelleschi, in via del Castellaccio, la restaurò e la destinò a studio.
Nel 1872 presentò un bozzetto del monumento equestre del principe Mihailo Obrenović III di Serbia - morto assassinato nel 1868 - da erigersi a Belgrado. La statua fu inaugurata il 18 dicembre 1882.
Su richiesta del senatore Atto Vannucci, Pazzi scolpì una statua di Savonarola, a grandezza naturale, che inizialmente fu posta a Palazzo Vecchio poi, nel 1921, fu messa al centro dell’omonima piazza di Firenze. 
Dal 1882, per una grave malattia agli occhi, Pazzi perse la vista dell’occhio sinistro.
Progettò per il Comune di Ravenna il Museo nazionale di Ravenna che fu inaugurato nel 1887. Egli ne ebbe la direzione fino al 1898.
Pubblicò a Firenze, nel 1887, Ricordi d’arte di Enrico Pazzi statuario, una guida preziosa per i suoi biografi.
La sua salma fu tumulata nel cimitero monumentale delle Porte Sante, di San Miniato al Monte, a Firenze.
Per testamento, Pazzi donò la sua collezione di antichità e i suoi beni alla città di Ravenna; la sua biblioteca, le stampe e i mobili antichi li donò al Museo Nazionale, di cui era stato direttore; la sua collezione di quadri antichi e di sue sculture in gesso la destinò all’Accademia provinciale di belle arti di Ravenna. 
La Fondazione Pazzi, realizzata per sua volontà testamentaria nel 1904, al fine di distribuire borse di studio ad artisti ravennati, operò fino al 1919.